# Only Me
Only Me è un cortometraggio muto del 1929 diretto da Henry W. George, pseudonimo con cui si firmava da regista il popolare attore Lupino Lane, protagonista assoluto del film dove interpretò ben 24 ruoli.

## Trama
Un elegantone ubriaco si reca al Palace Theatre. Durante lo spettacolo, gli artisti sono continuamente molestati da un chiassoso giovanotto che disturba anche l'ubriaco. Quest'ultimo, ben presto, comincia pure lui a intervenire provocando interruzioni e discussioni tra gli spettatori e gli attori.

## Produzione
Il film fu prodotto dalla Lupino Lane Comedy Corporation

## Distribuzione
Distribuito dalla Educational Film Exchanges, il film - un cortometraggio in due bobine - uscì nelle sale cinematografiche USA il 20 gennaio 1929.
Nel 1998, fu distribuito negli Stati Uniti in VHS dalla Kino Video, con l'accompagnamento delle musiche di Brian Benison; nel 2002, l'Image Entertainment ne fece uscire una versione in DVD.